# Too Good To Go
A Too Good To Go é um serviço com aplicação móvel que conecta clientes a restaurantes e lojas que possuem sobras de alimentos não vendidos. O serviço cobre as principais cidades europeias, e em outubro de 2020 iniciou operações na América do Norte. No âmbito das iniciativas tomadas no Dia Internacional da Conscienlização sobre a Perda e o Desperdício de Alimentos para reduzir a perda e o desperdício de alimentos, a aplicação é sugerida ao lado da Olio, entre muitas outras.
Em 2022, a Too Good To Go foi a startup de aplicações de alimentos sustentáveis que mais cresceu em número de transferências. Em agosto de 2022, alegou que 164.000 empresas, atendendo 62 milhões de utilizadores, economizaram 155 milhões de sacos de alimentos. Em março de 2023, alegou ter economizado mais de 200 milhões de refeições.

## História
A empresa foi criada em 2015 na Dinamarca por Thomas Bjørn Momsen, Stian Olesen, Klaus Bagge Pedersen, Adam Sigbrand e Brian Christensen.   Em 2017, Mette Lykke (cofundadora da Endomondo) juntou-se como CEO.
Em fevereiro de 2019, a empresa angariou mais 6 milhões de euros numa nova ronda de investimento. Em agosto de 2019, Too Good To Go foi relançada na Áustria. Em setembro de 2019, a Too Good To Go adquiriu a startup espanhola weSAVEeat e fundiu-a numa marca própria. Em novembro de 2019, a oferta da Too Good To Go foi estendida às fábricas através de uma parceria com a empresa francesa de retalho Jardiland. Em dezembro de 2019, a Too Good To Go fez parceria com as mercearias francesas Intermarché, e doou 60 mil euros à instituição de caridade francesa Restaurants du Cœur. Em outubro de 2021, Bonnie Wright juntou-se à Too Good To Go para impulsionar a iniciativa de redução do desperdício de alimentos.

## Assuntos corporativos
|      | Receita (milhões de coroas dinamarquesas) | Lucro líquido (m DKK) | Ativos totais (m DKK) | Referências |
| ---- | ----------------------------------------- | --------------------- | --------------------- | ----------- |
| 2017 |                                           | −20,5                 | 26,8                  | [ 19 ]      |
| 2018 | 53,6                                      | −29,7                 | 47,6                  | [ 20 ]      |
| 2019 | 170                                       | −48,5                 | 118                   | [ 21 ]      |
| 2020 | 259                                       | −144                  | 239                   | [ 21 ]      |
| 2021 | 449                                       | −347                  | 279                   | [ 21 ]      |
| 2022 | 496                                       | −175                  | 275                   | [ 21 ]      |
| 2023 | 544                                       | 15,7                  | 516                   | [ 21 ]      |

## Expansão internacional

Países nos quais a Too Good To Go opera.

Desde fevereiro de  2024 a empresa serve a Áustria, Bélgica, Canadá, República Checa, Dinamarca, Ilhas Faroé, França, Alemanha, Irlanda, Itália, Holanda, Noruega, Polónia, Portugal, Espanha, Suécia, Suíça, Reino Unido e Estados Unidos.

## Propósito
O objetivo da Too Good To Go é reduzir o desperdício de alimentos em todo o mundo. Ela desenvolveu uma aplicação móvel que conecta restaurantes e lojas que possuem alimentos excedentes não vendidos, com clientes que podem então comprar qualquer alimento que o ponto de venda considere excedente às necessidades - sem poder escolher - a um preço muito mais baixo do que normal. A comida na aplicação custa um terço do preço original. A empresa afirma que isto reduz o desperdício de alimentos que de outra forma seriam descartados; o desperdício de alimentos é um problema global que afeta o meio ambiente. Em três anos de atividade, a app alcançou mais de 9,5 milhões de utilizadores. Até 2022, mais de 57,7 milhões de usuários e 154 mil estabelecimentos inscreveram-se e foram arrecadadas 139 milhões de refeições.
Em 2019, a empresa contava com 350 trabalhadores na Europa. Em junho de 2023, estimava-se que a empresa tivesse 1.289 funcionários.

## Utilização
Os estabelecimentos de alimentos devem notificar a empresa TGTG sobre o que têm disponível em cada dia, informando que tipo de alimentos têm (alimentos assados, refeições, produtos hortícolas, comida vegana) e o preço de um 'saco surpresa', cujo conteúdo determinam; o utilizador não pode escolher, mas os preços originais serão três ou mais vezes o preço do TGTG. A notificação é feita antecipadamente com base na quantidade prevista de sobra, e não no final do período de venda.
| 2017 | 2018 | 2019 | 2020 | 2021 | 2022 | 2023 |
| ---- | ---- | ---- | ---- | ---- | ---- | ---- |
| 1,9  | 6.4  | 19.1 | 28,6 | 52,5 | 83,5 | 121  |

Os utilizadores devem-se registar para usar o serviço. É necessário um telemóvel com ligação à Internet com Android ou iOS. O utilizador executa a aplicação TGTG, que lista os pontos de venda disponíveis dentro de uma distância e intervalo de tempo escolhidos. O cliente pode então encomendar e pagar por um “saco surpresa”. O fornecedor pode cancelar um pedido a qualquer momento se o excedente esperado não estiver disponível – o comprador é notificado por mensagem de texto – e o comprador pode cancelar com duas horas de antecedência. O telemóvel deve ser levado ao fornecedor de alimentos num horário de recolha específico, geralmente de 30 ou 60 minutos, e a transação é finalizada deslizando o dedo na aplicação —conectado à Internet— para confirmar a coleta.